# Gromkij (1904)
Gromkij (ros. Громкий) – rosyjski niszczyciel z początku XX wieku, jedna z 22 zbudowanych jednostek typu Bojkij. Okręt został zwodowany wiosną 1904 roku w krajowej stoczni Zakłady Newskie w Petersburgu, a do służby w Marynarce Wojennej Imperium Rosyjskiego został wcielony w październiku 1904 roku, z przydziałem do Floty Bałtyckiej. Podczas wojny rosyjsko-japońskiej okręt został przerzucony na Daleki Wschód i wziął udział w bitwie pod Cuszimą, podczas której został samozatopiony 15 maja?/28 maja 1905 roku.

## Projekt i budowa
Okręt był jednym z 22 niszczycieli typu Bojkij zbudowanych w krajowych stoczniach, będących ulepszoną i powiększoną wersją zaprojektowanych w brytyjskiej stoczni Yarrow jednostek typu Sokoł . Zbudowany został w Zakładach Newskich w Petersburgu . Stępkę jednostki położono latem 1903 roku, a zwodowana została wiosną 1904 roku .

## Dane taktyczno-techniczne
„Gromkij” był niewielkim, czterokominowym niszczycielem . Długość całkowita wynosiła 64 metry, szerokość 6,4 metra i maksymalne zanurzenie 2,59 metra. Wyporność jednostki wynosiła 350 ton. Okręt napędzany był przez dwie pionowe maszyny parowe potrójnego rozprężania o łącznej mocy 5700 KM, do której parę dostarczały cztery kotły Yarrow . Dwuśrubowy układ napędowy pozwalał osiągnąć prędkość 26 węzłów . Okręt mógł zabrać zapas węgla o maksymalnej masie 80 ton, co zapewniało zasięg wynoszący 1200 Mm przy prędkości 12 węzłów .
Uzbrojenie artyleryjskie okrętu stanowiły: umieszczone na nadbudówce dziobowej pojedyncze działo kalibru 75 mm Canet L/48 oraz pięć pojedynczych dział trzyfuntowych kalibru 47 mm Hotchkiss M1885 L/40 . Jednostka wyposażona była w jedną dziobową stałą i dwie pojedyncze obracalne pokładowe wyrzutnie torped kalibru 381 mm, z łącznym zapasem sześciu torped . Ponadto okręt mógł zabrać na pokład 12–18 min .
Załoga okrętu liczyła 62–69 oficerów, podoficerów i marynarzy .

## Służba
„Gromkij” został wcielony do służby w Marynarce Wojennej Imperium Rosyjskiego w październiku 1904 roku . Jednostka weszła w skład Floty Bałtyckiej.
17 kwietnia?/30 kwietnia 1904 roku rozpoczęto formowanie zespołu okrętów przeznaczonego do wysłania na Daleki Wschód, który otrzymał nazwę II Eskadry Oceanu Spokojnego (jego dowódcą został mianowany kadm. Zinowij Rożestwienski). Mimo różnicy zdań odnośnie celowości wysłania większości okrętów Floty Bałtyckiej w tak daleki rejs, 2 października?/15 października port w Libawie opuściło 28 jednostek – siedem pancerników, sześć krążowników (dwa pancerne i cztery pancernopokładowe), osiem niszczycieli i siedem okrętów pomocniczych. Na kilku okrętach (w tym na „Gromkim”) trwały jeszcze prace wyposażeniowe lub remontowe, więc nie mogły one wyjść w rejs w październiku wraz z siłami głównymi. Ostatecznie dowodzony przez kmdra Leonida Dobrotworskiego zespół opuścił Libawę 3 listopada?/16 listopada w składzie: krążowniki „Oleg” i „Izumrud”, niszczyciele „Gromkij”, „Groznyj”, „Prozorliwyj”, „Pronzitielnyj” i „Riezwyj”, krążowniki pomocnicze „Rion” i „Dniepr” oraz transportowiec „Okiean”. 5 listopada?/18 listopada przechodząc przez Wielki Bełt w rejonie Flakkebjerg „Dniepr”, „Oleg” i „Prozorliwyj” weszły na mielizny, a ten ostatni z powodu uszkodzenia kadłuba i śrub musiał udać się na remont do Frederikshavn. Następnym portem docelowym był Tanger, lecz z powodu sztormowej pogody kolejne jednostki zostały uszkodzone i musiały być remontowane zarówno w Cherbourgu (Dniepr” i „Prozorliwyj”), jak i Breście („Pronzitielnyj”). Ostatecznie do Tangeru zespół Dobrotworskiego dotarł rozproszony w dniach 19 listopada?/2 grudnia – 21 listopada?/4 grudnia (i to bez „Pronzitielnego”, który dogonił resztę okrętów dopiero w Algierze). Następnie okręty udały się do Zatoki Suda, lecz już bez odesłanego do Libawy „Okieana” oraz uszkodzonych podczas rejsu niszczycieli „Prozorliwyj” i „Pronzitielnyj”, które skierowano do remontu w Algierze (23 listopada?/6 grudnia na remont udały się do Malagi również „Oleg” i „Izumrud”). Postój w Zatoce Suda, wykorzystany na uzupełnienie zapasów, bunkrowanie węgla oraz doraźne naprawy trwał aż do 26 grudnia 1904?/8 stycznia 1905 roku, kiedy to cztery krążowniki i trzy niszczyciele udały się w stronę Kanału Sueskiego, pokonując go w dniach 29 grudnia?/11 stycznia – 30 grudnia?/12 stycznia (podczas przejścia „Riezwyj” zderzył się z promem i musiał pozostać w Suezie na remont). 5 stycznia?/18 stycznia okręty dotarły do Dżibuti, gdzie pozostały do 20 stycznia?/2 lutego, przeprowadzając doraźne naprawy i oczekując na przybycie „Riezwego”. Ostatecznie Dobrotworski zdecydował się nie zabierać w dalszy rejs „Riezwego”, odsyłając go z powrotem na Morze Śródziemne (po wejściu na mieliznę koło Suezu dotarł ostatecznie 2 lutego?/15 lutego do Pireusu, gdzie dopłynęły z Algieru „Prozorliwyj” i „Pronzitielnyj”; wszystkie trzy powróciły następnie na Bałtyk).
Na początku lutego okręty Dobrotworskiego opuściły Dżibuti i skierowały się w kierunku wyspy Nossi-bé (zawijając 28 stycznia?/10 lutego do Dar es Salaam), dołączając 1 lutego?/14 lutego do sił głównych II Eskadry. Stacjonując na redzie Nossi-bé załogi okrętów przeprowadzały co jakiś czas ćwiczenia w strzelaniu i manewrowaniu, uzupełniały zapasy paliwa i żywności, a także przeprowadzały konserwację i czyszczenie podwodnych części kadłubów. W dalszy rejs Eskadra wyszła dopiero 3 marca?/16 marca, obierając kurs na Cieśninę Malakka, wielokrotnie bunkrując węgiel na pełnym oceanie i docierając do jej wejścia 23 marca?/5 kwietnia (podczas tego odcinka trasy, 16 marca?/29 marca dokonano w morzu naprawy sterów na „Gromkim” i „Biezupriecznym”). Podczas rejsu przez Ocean Indyjski na niszczycielach występowały liczne awarie maszyn i mechanizmów, które spowodowały konieczność wzięcia ich na hol przez transportowce. 26 marca?/8 kwietnia okręty rosyjskie minęły Singapur i dotarły 1 kwietnia?/14 kwietnia do Zatoki Cam Ranh. Stamtąd, po przeprowadzeniu wielu ćwiczeń oraz uzupełnieniu zapasów węgla i pożywienia na pokładach okrętów, między 9 kwietnia?/22 kwietnia a 13 kwietnia?/26 kwietnia Eskadra przepłynęła do Zatoki Wan Fong, gdzie dalej odbywały się ćwiczenia i zaopatrywanie jednostek. 26 kwietnia?/9 maja do Zatoki Wan Fong dopłynęła III Eskadra Oceanu Spokojnego pod dowództwem kadm. Nikołaja Niebogatowa, łącząc się z siłami Rożestwienskiego. 1 maja?/14 maja rosyjskie okręty wyruszyły w stronę Tajwanu, początkowo z niszczycielami na holu, jednak od 5 maja?/18 maja z powodu możliwego kontaktu z siłami japońskimi niszczyciele rozpoczęły rejs o własnych siłach, oznaczone na kominach zmieniającymi się co dobę znakami rozpoznawczymi.

### Bitwa pod Cuszimą
12 maja?/25 maja składająca się z 38 okrętów Eskadra skierowała się w stronę Cieśniny Koreańskiej. „Gromkij” wchodził w skład 2. dywizjonu niszczycieli (wraz z „Bodrym”, „Biezupriecznym”, „Blestiaszczim” i „Groznym”), płynąc po prawej stronie krążowników kadm. Enkwista. Według wydanego przez Rożestwienskiego jeszcze 26 kwietnia?/9 maja rozkazu nr 244, niszczyciele w nadchodzącym starciu miały pełnić funkcję ratowniczą wobec pancerników, gotowe do przyjęcia na swe pokłady ich dowódców i sztaby w obliczu uszkodzeń odniesionych podczas wymiany ognia artyleryjskiego z siłami głównymi przeciwnika. Rosyjskie okręty zostały wykryte przez Japończyków rankiem 14 maja?/27 maja, którzy rozpoczęli przygotowania do bitwy. Około 10:00 główne siły Eskadry przyjęły szyk torowy, a krążowniki i niszczyciele miały osłaniać je przed spodziewanymi atakami torpedowców i niszczycieli wroga. Około godziny 13:00 rosyjskie siły główne przyjęły z powrotem szyk dwukolumnowy, a niszczyciele 2. dywizjonu zostały skierowane wraz z dwoma zespołami krążowników do osłony transportowców, które poruszały się z tyłu lewej kolumny sił głównych. O 13:30 Rożestwienski nakazał zwrot w lewo i ponowne uformowanie sił głównych w jedną kolumnę, a osłaniane przez krążowniki i niszczyciele 2. dywizjonu transportowce przeszły na prawą stronę zespołu pancerników. Na przedzie kolumny transportowców płynęły krążowniki „Oleg” i „Aurora”, po jej lewej stronie „Dmitrij Donskoj” z niszczycielami „Gromkij”, „Blestiaszczij”, „Bodryj”, „Biezupriecznyj” i „Groznyj”, po prawej „Władimir Monomach”, a szyk zamykały „Swietłana”, „Ałmaz” i krążownik pomocniczy „Urał”. Około 14:00 zespół transportowców został zaatakowany przez japońskie siły lekkie: 4 zespół bojowy wadm. Uryū, 3 zespół wadm. Dewy, 5 zespół kadm. Taketomiego i 6 zespół kadm. Tōgō, liczące łącznie jeden pancernik i 15 krążowników. Podczas walki niszczyciele płynęły w bezpośredniej ochronie transportowców, a krążowniki usiłowały odciągnąć wrogie okręty od ochranianych jednostek. Tuż potem „Gromkij”, płynąc wraz z „Blestiaszczim” w osłonie „Olega”, pod silnym ostrzałem japońskim ledwo uniknął zderzenia z krążownikami „Dmitrij Donskoj” i „Władimir Monomach”, kiedy ratował zmytego z pokładu do morza członka załogi.
Po zakończeniu dziennego boju rosyjska eskadra wykonała zwrot na południowy zachód, chcąc uniknąć japońskich nocnych ataków torpedowych. W nocy okręty Eskadry zostały rozproszone – okręt flagowy kadm. Enkwista „Oleg” przyspieszył do prędkości 18 węzłów i pociągnął za sobą pozostałe krążowniki i niszczyciele, które opuściły siły główne; większość okrętów nie mogła jednak utrzymać tej prędkości i zaczęły one w różnych miejscach zawracać (w tym „Gromkij”), przez co jednak nie zdążyły dotrzeć do sił głównych kadm. Niebogatowa przed atakiem japońskich niszczycieli i torpedowców. Gdy okręty te zbliżyły się do sił głównych, „Gromkij”, „Groznyj” i „Biedowyj” zostały w ciemnościach wzięte za wrogie i ostrzelane przez krążownik „Władimir Monomach”, po czym „Gromkij” zajął miejsce w szyku z tyłu po lewej stronie „Monomacha”. Od godziny 21:00 „Władimir Monomach” wraz z „Gromkim” walczyły zaciekle z czterema dywizjonami japońskich torpedowców – podczas ataku dowódca niszczyciela, kmdr por. Gieorgij Kern zauważył płynącą w stronę „Monomacha” torpedę i przeciął jej kurs, chcąc ocalić krążownik; torpeda przeszła jednak pod „Gromkim” i następnie obok „Monomacha”. Krążownik został jednak trafiony w prawą burtę kolejną torpedą, jednak utrzymał się na wodzie i w eskorcie „Gromkiego” przyjął kurs północny. 15 maja?/28 maja około godziny 7:00 „Władimir Monomach” i „Gromkij” napotkały ciężko uszkodzony pancernik „Sisoj Wielikij”, którego dowódca chciał ewakuować załogę okrętu na pokład krążownika, jednak nie doszło do tego z powodu niemal identycznego, ciężkiego położenia „Monomacha”; przy pancerniku pozostał jednak „Gromkij”. O 7:20 pancernik i niszczyciel natknęły się na trzy japońskie krążowniki pomocnicze „Shinano Maru”, „Yawata Maru” i „Tainan Maru”, więc dowódca „Sisoja” polecił oddalić się „Gromkiemu” i poddał Japończykom okręt, który po ewakuacji załogi i podjęciu próby holowania wkrótce zatonął. „Gromkij” wziął kurs na Władywostok, jednak około 8:00 napotkał na swej drodze dwa krążowniki pomocnicze („Sado Maru” i „Manshu”) oraz niszczyciel „Shiranui”. Dowódca niszczyciela kmdr por. Kern po wymanewrowaniu krążowników podjął walkę z „Shiranui”, uszkadzając go ogniem swych dział; o 11:00 jednak do „Shiranui” dołączył torpedowiec Nr 63 i bitwa rozpoczęła się na nowo. „Gromkij” ruszył do ataku torpedowego na japoński niszczyciel, wystrzeliwując dwie torpedy (trzecia nie mogła opuścić uszkodzonego przez pocisk aparatu), obie niecelne; okręty przeciwnika strzelając z niewielkiej odległości spowodowały uszkodzenia kotłów i konieczność zatopienia zasobni węglowej, przez co prędkość „Gromkiego” spadła do 17 węzłów. Po wyczerpaniu amunicji kmdr por. Kern nakazał samozatopienie ciężko uszkodzonego ostrzałem niszczyciela, a Japończycy rozpoczęli akcję ratowniczą, podejmując 54 z liczącej 68 osób załogi „Gromkiego” (w tym 33 rannych; w walce zginęło 14 załogantów wraz z dowódcą, a kilku ciężko rannych zmarło w niewoli). Próbowano wziąć go na hol, jednak o 12:43 „Gromkij” przewrócił się na prawą burtę i zatonął w odległości 15 Mm na wschód od Ulsan.